# Charmouth Heritage Coast Centre

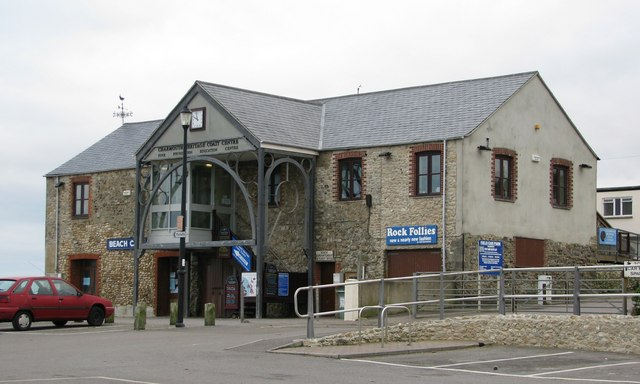
Charmouth Heritage Coast Centre

O Charmouth Heritage Coast Centre está situado no piso superior de uma fábrica de cimento há muito inativada na costa de Charmouth, em Dorset, Inglaterra.
O centro atua como uma instituição de caridade independente dentro do contexto maior da UNESCO.

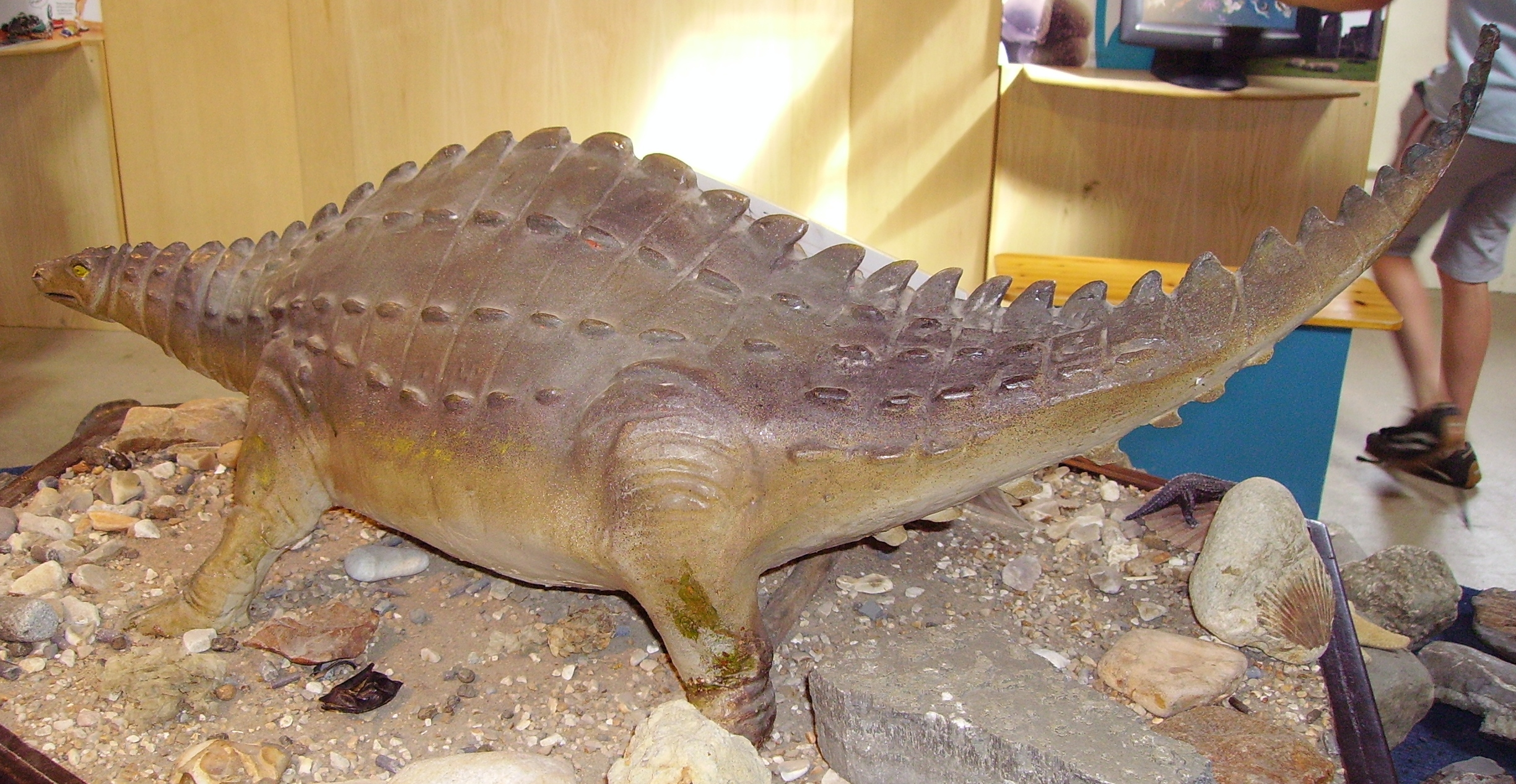
Reconstrução de Scelidosaurus no Centro

O acesso no centro e em todas as suas exibições é grátis e, como tal, o centro necessita do dinheiro gerado em caminhadas e eventos, bem como de contribuições de caridade do público. Ele também recebeu doações do Heritage Lottery Fund. O centro foi fundado em 1985 por moradores locais, como solução das preocupações a respeito dos estragos gerados nas falésias por caçadores de fósseis.